# НХЛ у сезоні 2004—2005

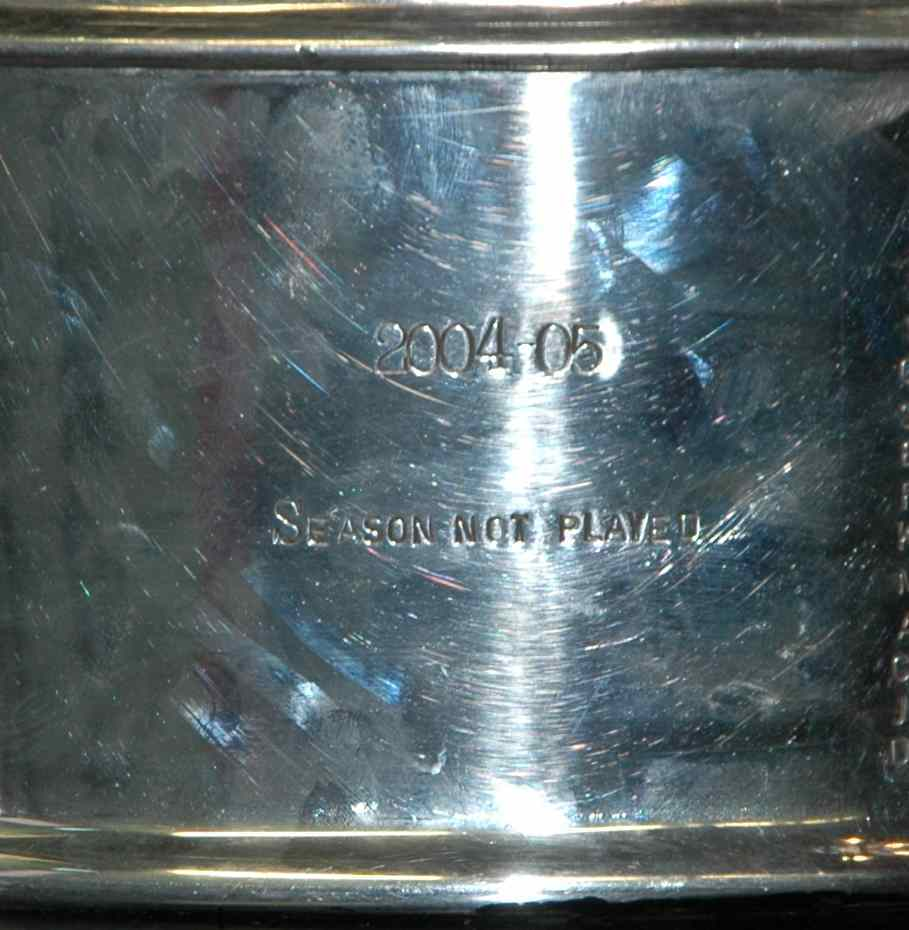
Надпис на Кубку «2004—05 не відбувся».

НХЛ у сезоні 2004/2005 — 88-й регулярний чемпіонат НХЛ. Сезон був офіційно скасований 16 лютого 2005. Це був перший такий випадок, коли через трудову суперечку не відбувся регулярний сезон НХЛ та матчі Кубка Стенлі. Кубок Стенлі вже вдруге не відбувся в історії ліги, вперше таке трапилось під час пандемії грипу 1919 року після п'яти матчів фінальну серію скасували. Після сезону 2004—05 на Кубку Стенлі вигравірували надпис «сезон 2004—05 не відбувся».
За даними Міжнародної федерації хокею, під час цього локауту 388 гравців НХЛ виступали за команди 19 європейських ліг.

## Драфт НХЛ
42-й драфт НХЛ. В 9-и раундах було обрано 291 хокеїста. Першим номером драфту став Олександр Овечкін, якого обрав клуб «Вашингтон Кепіталс».

## Події сезону
- 15 вересня 2004 року. Керівництво НХЛ та профспілка хокеїстів ліги не зуміли підписати нову колективну угоду до відкриття тренувальних зборів команд НХЛ, комісіонер ліги Гері Беттмен офіційно оголосив про локаут. Основною причиною стали грошові винагороди гравців. НХЛ наполягала встановити граничну суму на зарплату для зірок клубів, на що профспілка хокеїстів відповіла категоричною відмовою.
- 26 листопада 2004 року. Профспілка хокеїстів НХЛ почала виплату «допомоги по безробіттю» своїм членам — $ 10 000 доларів на місяць. Ці гроші хокеїсти відкладали до спеціального фонду профспілки протягом декількох останніх років.
- 9 грудня 2004 року. Після майже тримісячної бездіяльності, профспілка гравців НХЛ зробила нову пропозицію за умовами колективного договору з лігою. Головний пункт пропозиції — скорочення зарплат всіх хокеїстів на 24%.
- 13 грудня 2004 року. НХЛ відкинула пропозицію профспілки, заявивши, що воно може допомогти стабілізувати фінансовий стан ліги лише на кілька років, але ніяк не вирішує проблем, які виникнуть в майбутньому. Профспілка в свою чергу відхилила зустрічну пропозицію НХЛ, що продовжувала наполягати на граничній сумі зарплат.
- 6 січня 2005 року. НХЛ скасувала зустріч ради керуючих командами ліги, яка була намічена на 14 січня.
- 16 лютого 2005 року. Комісар НХЛ Гері Беттмен офіційно скасував регулярний сезон і розіграш Кубка Стенлі 2005 року.
- 21 липня 2005 року. Профспілка та ліга домовилися про умови нової колективної угоди. Угода була підписана терміном до 15 вересня 2012 року.
- 22 липня 2005 року. Офіційне завершення локауту.

## Гравці НХЛ в Європі

### Австрія
- Ред Булл: Джей Пандолфо (Нью-Джерсі Девілс), Марті Різонер (Едмонтон Ойлерс), Роберт Таллас (Бостон Брюїнс)
- Філлах: Райнгард Дівіс (Сент-Луїс Блюз), Джейсон Крог (Майті Дакс оф Анагайм), Етан Моро (Едмонтон Ойлерс), Ерік Вайнріч (Сент-Луїс Блюз)
- Клагенфурт: Дан Клутьє (Ванкувер Канакс), Майк Сікленка (Даллас Старс)
- Інсбрук: Бред Ісбістер (Едмонтон Ойлерс)

### Німеччина
- Айсберен Берлін: Олаф Кельціг (Вашингтон Кепіталс), Ерік Коул (Кароліна Гаррікейнс), Натан Демпсі (Лос-Анджелес Кінгс)
- Гамбург Фрізерс: Жан-Себастьян Жигер (Майті Дакс оф Анагайм), Джим Дауд (Монреаль Канадієнс)
- Адлер Мангейм: Свен Бутеншон (Нью-Йорк Айлендерс), Йохен Гехт (Баффало Сейбрс), Яннік Трамбле (Атланта Трешерс), Крістобаль Юе (Монреаль Канадієнс), Енді Делмор (Баффало Сейбрс)
- Інґольштадт: Марко Штурм (Сан-Хосе Шаркс), Джеймі Лангенбраннер (Нью-Джерсі Девілс), Енді Мак-Дональд (Майті Дакс оф Анагайм), Аарон Ворд (Кароліна Гаррікейнс)
- Ізерлон Рустерс: Майк Йорк (Едмонтон Ойлерс), Джон-Майкл Лайлз (Колорадо Аваланч)
- Крефельдські Пінгвіни: Крістофер Коланос (Фінікс Койотс), Том Прайссінг (Сан-Хосе Шаркс)
- Грізлі Адамс Вольфсбург: Тай Конклін (Едмонтон Ойлерс)
- ДЕГ Метро Старс: Кевін Адамс (Кароліна Гаррікейнс), Метт Герр (Бостон Брюїнс)
- Франкфурт Ліонс: Стефан Робіда (Чикаго Блекгокс), Дуг Вейт (Сент-Луїс Блюз)
- Ганновер Скорпіонс: Пол Мара (Фінікс Койотс)
- Кассель Хаскіс: Нік Шульц (Міннесота Вайлд)
- Кауфбойрен: Алекс Генрі (Міннесота Вайлд)
- Дуйсбург: Нолан Пратт (Тампа-Бей Лайтнінг)

### Словаччина
- Слован (Братислава): Мірослав Шатан (Баффало Сейбрс), Любомір Вішньовський (Лос-Анджелес Кінгс)
- ХКм Зволен: Міхал Гандзуш (Філадельфія Флайєрс), Ріхард Зедник (Монреаль Канадієнс), Владімір Орсаг (Нашвілл Предаторс)
- Дукла Тренчин: Павол Демітра (Сент-Луїс Блюз), Маріан Габорик (Міннесота Вайлд), Маріан Госса (Детройт Ред-Вінгс), Браніслав Мезей (Флорида Пантерс)
- ХК Кошице: Їржі Біцек (Нью-Джерсі Девілс), Мартін Цібак (Тампа-Бей Лайтнінг)
- ХК Попрад: Радослав Сухий (Колумбус Блю-Джекетс)

### Швейцарія
- СК «Берн»: Данієль Брієр, Жан-П'єр Дюмон, Генрік Талліндер (всі Баффало Сейбрс), Дені Гітлі (Оттава Сенаторс), Марк Савар (Атланта Трешерс)
- ХК «Біль»: Бен Клаймер (Тампа-Бей Лайтнінг), Тайлер Райт (Колумбус Блю-Джекетс)
- «Давос»: Рік Неш (Колумбус Блю-Джекетс), Джо Торнтон (Бостон Брюїнс), Ніклас Гегмен (Флорида Пантерс)
- «Клотен Флаєрс»: Оллі Йокінен, Девід Танабе, Патріс Брізбуа, Джефф Галперн
- «Лозанна»: Мартен Сан-Луї (Тампа-Бей Лайтнінг)
- ХК «Луґано»: Давид Ебішер, Алекс Тангуей (обидва Колорадо Аваланч),
- Тайгерс: Тім Конноллі, Мартін Гербер (Кароліна Гаррікейнс)
- «Серветт-Женева»: Шон Донован
- Рапперсвіль-Йона Лейкерс: Крістіан Гуселіус (Калгарі Флеймс)
- «Цуг»: Майк Фішер (Оттава Сенаторс): Ніко Капанен (Даллас Старс)
- ЦСК Лайонс: Ренді Робітайл (Атланта Трешерс)
- ХК «Морж»: Мартін Желіна (Калгарі Флеймс)

Найбільша кількість гравців НХЛ виступала в чемпіонаті Росії це понад 60 гравців, серед них зокрема українці Олексій Житник (Ак Барс) та Олексій Понікаровський (Хімік (Воскресенськ)).